# 三菱ふそう・キャンターバン
キャンターバン（CANTER VAN）は、日産自動車が製造し、三菱ふそうトラック・バスが中東地域で販売しているキャブオーバー型小型商用車（バン）、もしくはマイクロバスである。

## 概要
2010年に発表したルノー・日産アライアンス（現ルノー・日産自動車・三菱自動車）とダイムラー(現:メルセデス・ベンツ・グループならびダイムラー・トラック)との戦略的協力関係に基づき、2014年10月3日、三菱ふそうトラック・バスは日産自動車と海外向けの商用バンに関するOEM契約を締結。
これにより、日産・NV350キャラバン（海外名・NV350アーバン）を「三菱ふそうキャンター バン」として、2014年中に中東市場に輸出を開始することとなった。両社は既に日産からアトラス F24をキャンターガッツとして、三菱ふそうからはキャンターをNT450アトラスとして相互OEMを行っているため（2021年に終了）、提携第2弾となる。

## ラインナップ
バンとマイクロバスの2種をラインナップする。
バン
- 標準幅 スタンダードルーフ 3人乗り 
  - 2.5Lガソリン（QR25DE） 4/5ドア 5MT/5AT
  - 2.5Lディーゼル（YD25DDTi） 5ドア 5MT

- 標準幅 スタンダードルーフ 3/6人乗り 
  - 2.5Lガソリン 5ドア 5MT/5AT

- 標準幅 ハイルーフ 3人乗り
  - 2.5Lガソリン 5ドア 5MT

- ワイド幅 ハイルーフ 3人乗り
  - 2.5Lガソリン 4ドア 5MT/5AT

マイクロバス
- 標準幅 スタンダードルーフ 15人乗り 
  - 2.5Lガソリン 4ドア 5MT/5AT
  - 2.5Lディーゼル 4ドア 5MT

- ワイド幅 ハイルーフ 15人乗り
  - 2.5Lガソリン 4ドア 5MT/5AT